# Ascoli Calcio 1898 1988-1989
Questa voce raccoglie le informazioni riguardanti l'Ascoli Calcio 1898 nelle competizioni ufficiali della stagione 1988-1989.

## Stagione
Nella stagione 1988-1989 l'Ascoli ha disputato il dodicesimo campionato di Serie A della sua storia. Ha raccolto 29 punti ottenendo il dodicesimo posto. Nelle prime dieci partite la squadra marchigiana allenata da Ilario Castagner ha raccolto solo 6 punti, penultima in classifica con solo il Bologna alle spalle con 5 punti, pagando a caro prezzo un grave infortunio del brasiliano Walter Junior Casagrande.
Poi, con l'arrivo in panchina di Eugenio Bersellini, avviene il cambio di passo che ha portato l'Ascoli a centrare ancora l'obiettivo, che sembrava ormai compromesso, del mantenimento della categoria.
Con 12 reti il miglior marcatore di stagione è stato Bruno Giordano arrivato dal Napoli, e protagonista della salvezza con lo slavo Borislav Cvetković, autore di 8 reti.
Nella Coppa Italia 1988-1989 che ha inaugurato una nuova formula, l'Ascoli ha vinto il girone 1 delle qualificazioni della prima fase, superando il turno con l'Inter ed il Brescia. Vince anche il girone 6 della seconda fase che lo qualifica ai quarti, superando Como, Juventus e Brescia. Nei quarti di finale viene eliminato nel doppio confronto dal Napoli.

## Divise e sponsor

La squadra in campo con la prima divisa bianconera della stagione

Lo sponsor ufficiale per la stagione 1988-1989 fu Micromax, mentre il fornitore di materiale tecnico fu Uhlsport.
| Casa | Trasferta |  |

## Organigramma societario
Area direttiva
- Presidente: Costantino Rozzi
- Consigliere: Domenico Carradetti
- Segretario: Leo Armillei

Area tecnica
- Allenatore: Ilario Castagner, poi dall'11ª giornata Eugenio Bersellini

## Rosa

Il portiere Andrea Pazzagli, alla sua ultima stagione nelle Marche e pluripresente dell'annata.

| N. |                       | Ruolo | Calciatore           |
| -- | --------------------- | ----- | -------------------- |
|    | Italia (bandiera)     | P     | Roberto Bocchino     |
|    | Italia (bandiera)     | P     | Andrea Pazzagli      |
|    | Italia (bandiera)     | D     | Antonio Aloisi       |
|    | Jugoslavia (bandiera) | D     | Mustafa Arslanović   |
|    | Italia (bandiera)     | D     | Paolo Benetti        |
|    | Italia (bandiera)     | D     | Flavio Destro        |
|    | Italia (bandiera)     | D     | Silvano Fontolan (I) |
|    | Italia (bandiera)     | D     | Salvatore Fusco      |
|    | Italia (bandiera)     | D     | Osvaldo Mancini      |
|    | Italia (bandiera)     | D     | Carmelo Miceli       |
|    | Italia (bandiera)     | D     | Vincenzo Rodia       |

| N. |                       | Ruolo | Calciatore                |
| -- | --------------------- | ----- | ------------------------- |
|    | Italia (bandiera)     | C     | Domenico Agostini         |
|    | Italia (bandiera)     | C     | Gabriele Bongiorni        |
|    | Italia (bandiera)     | C     | Giuseppe Carillo          |
|    | Italia (bandiera)     | C     | Antonio Dell'Oglio        |
|    | Italia (bandiera)     | C     | Mariano Fioravanti        |
|    | Italia (bandiera)     | C     | Paolo Giovannelli         |
|    | Italia (bandiera)     | C     | Marco Gori                |
|    | Brasile (bandiera)    | A     | Walter Casagrande         |
|    | Italia (bandiera)     | A     | Domenico Cicconi          |
|    | Jugoslavia (bandiera) | A     | Borislav Cvetković        |
|    | Italia (bandiera)     | A     | Bruno Giordano (capitano) |

## Risultati

### Serie A

#### Girone di andata
| Arbitro: | Lanese (Messina) |

|                        |           |                                      |
| Giovannelli 56’ (rig.) | Marcatori | 4’ Mandorlini 73’ (rig.), 82’ Serena |

| Arbitro: | Frigerio (Milano) |

|                         |           |                       |
| Borgonovo 6’ Baggio 18’ | Marcatori | 73’ (aut.) Battistini |

| Arbitro: | Baldas (Trieste) |

|                |           |             |
| Dell'Oglio 62’ | Marcatori | 69’ Laudrup |

| Arbitro: | Paparesta (Bari) |

|            |           |  |
| Vialli 63’ | Marcatori |  |

| Arbitro: | D'Elia (Salerno) |

|  |           |                 |
|  | Marcatori | 9’ Berlinghieri |

| Arbitro: | Nicchi (Arezzo) |

|                     |           |                          |
| Pasculli 49’ (rig.) | Marcatori | 16’ Giordano 58’ Benetti |

| Arbitro: | Longhi (Roma) |

|  |           |                |
|  | Marcatori | 63’ Incocciati |

| Arbitro: | Felicani (Bologna) |

|  |           |                       |
|  | Marcatori | 67’ (aut.) Invernizzi |

| Arbitro: | Luci (Firenze) |

|                        |           |            |
| Giovannelli 72’ (rig.) | Marcatori | 66’ Aselli |

| Arbitro: | Pairetto (Torino) |

|  |           |                                   |
|  | Marcatori | 52’ Nela 80’ Massaro 89’ Policano |

| Arbitro: | Coppetelli (Tivoli) |

|             |           |  |
| Bonetti 10’ | Marcatori |  |

| Arbitro: | Frigerio (Milano) |

|                                 |           |  |
| Cvetković 11’, 57’ Giordano 19’ | Marcatori |  |

| Arbitro: | Paparesta (Bari) |

|           |           |  |
| Evair 22’ | Marcatori |  |

| Arbitro: | Magni (Bergamo) |

|              |           |  |
| Cvetković 7’ | Marcatori |  |

| Arbitro: | Amendolia (Messina) |

|                                        |           |              |
| Careca 1’ Maradona 34’, 77’ Crippa 81’ | Marcatori | 9’ Cvetković |

| Arbitro: | Pairetto (Torino) |

|  |           |                            |
|  | Marcatori | 37’, 67’ (rig.) van Basten |

| Roma 12 febbraio 1989 17ª giornata | Lazio                     | 0 – 0 | Ascoli | Stadio Olimpico\| Arbitro: \| Pezzella (Frattamaggiore) \| |
| Arbitro:                           | Pezzella (Frattamaggiore) |       |        |                                                            |

#### Girone di ritorno
| Arbitro: | Di Cola (Avezzano) |

|                               |           |              |
| Berti 13’ Serena 27’ Díaz 69’ | Marcatori | 77’ Giordano |

| Arbitro: | Felicani (Bologna) |

|              |           |               |
| Giordano 16’ | Marcatori | 20’ Borgonovo |

| Arbitro: | Fabricatore (Roma) |

|                                   |           |  |
| Arslanović 5’ (aut.) Marocchi 39’ | Marcatori |  |

| Arbitro: | Magni (Bergamo) |

|                        |           |                                  |
| Aloisi 1’ Giordano 27’ | Marcatori | 21’ (rig.) Vialli 89’ Pellegrini |

| Pescara 19 marzo 1989 22ª giornata | Pescara                   | 0 – 0 | Ascoli | Stadio Adriatico\| Arbitro: \| Pezzella (Frattamaggiore) \| |
| Arbitro:                           | Pezzella (Frattamaggiore) |       |        |                                                             |

| Arbitro: | Lanese (Messina) |

|                     |           |            |
| Giordano 37’ (rig.) | Marcatori | 9’ Moriero |

| Pisa 9 aprile 1989 24ª giornata | Pisa                | 0 – 0 | Ascoli | Stadio Arena Garibaldi\| Arbitro: \| Lo Bello (Siracusa) \| |
| Arbitro:                        | Lo Bello (Siracusa) |       |        |                                                             |

| Arbitro: | D'Elia (Salerno) |

|                                    |           |  |
| Giordano 39’ (rig.) Dell'Oglio 44’ | Marcatori |  |

| Arbitro: | Pairetto (Torino) |

|                          |           |               |
| Agostini 12’, 72’ (rig.) | Marcatori | 27’ Cvetković |

| Arbitro: | Lanese (Messina) |

|              |           |              |
| Policano 39’ | Marcatori | Giordano 59’ |

| Arbitro: | Baldas (Trieste) |

|                |           |  |
| Casagrande 74’ | Marcatori |  |

| Arbitro: | Luci (Firenze) |

|  |           |                |
|  | Marcatori | 55’ Casagrande |

| Arbitro: | Paparesta (Bari) |

|                                            |           |              |
| Casagrande 23’ Arslanović 28’ Giordano 80’ | Marcatori | 11’ Nicolini |

| Arbitro: | D'Elia (Salerno) |

|           |           |               |
| Škoro 42’ | Marcatori | 5’ Dell'Oglio |

| Arbitro: | Luci (Firenze) |

|                                   |           |  |
| Cvetković 17’ Giordano 24’ (rig.) | Marcatori |  |

| Arbitro: | Baldas (Trieste) |

|                                                       |           |                |
| Evani 11’ Van Basten 15’, 23’, 55’ Benetti 88’ (aut.) | Marcatori | 76’ Casagrande |

| Ascoli Piceno 25 giugno 1989 34ª giornata | Ascoli           | 0 – 0 | Lazio | Stadio Cino e Lillo Del Duca\| Arbitro: \| D'Elia (Salerno) \| |
| Arbitro:                                  | D'Elia (Salerno) |       |       |                                                                |

### Coppa Italia

#### Primo turno
| Arbitro: | Pucci (Firenze) |

|                                   |           |  |
| Aloisi 22’ Giovannelli 48’ (rig.) | Marcatori |  |

| Arbitro: | Beschin (Legnago) |

|                      |           |              |
| Turchetta 57’ (rig.) | Marcatori | 66’ Agostini |

| Ascoli Piceno 28 agosto 1988 3ª giornata | Ascoli        | 0 – 0 | Inter | Stadio Cino e Lillo Del Duca\| Arbitro: \| Longhi (Roma) \| |
| Arbitro:                                 | Longhi (Roma) |       |       |                                                             |

| Arbitro: | Quartuccio (Torre Annunziata) |

|                  |           |                                        |
| Rizzo 78’ (rig.) | Marcatori | 17’ Cvetković 48’ Benetti 87’ Fontolan |

| Arbitro: | Fabricatore (Roma) |

|                                                  |           |                                              |
| Agostini 8’ Cvetković 13’ Giovannelli 75’ (rig.) | Marcatori | 41’ Di Nicola 62’ (aut.) Arslanović 83’ Osio |

#### Secondo turno
| Arbitro: | Baldas (Trieste) |

|  |           |                                |
|  | Marcatori | 16’ (aut.) Zavarov 29’ Benetti |

| Brescia 21 settembre 1988 2ª giornata | Brescia                       | 0 – 0 | Ascoli | Stadio Mario Rigamonti\| Arbitro: \| Quartuccio (Torre Annunziata) \| |
| Arbitro:                              | Quartuccio (Torre Annunziata) |       |        |                                                                       |

| Arbitro: | Coppetelli (Tivoli) |

|             |           |                  |
| Benetti 65’ | Marcatori | 90’ Corneliusson |

#### Fase finale
| Arbitro: | Di Cola (Avezzano) |

|                                   |           |  |
| Corradini 50’ Neri 52’ Careca 71’ | Marcatori |  |

| Arbitro: | Fabricatore (Roma) |

|                                  |           |               |
| Giordano 7’ (rig.), 42’ Gori 47’ | Marcatori | 20’ Carnevale |

## Statistiche

### Statistiche di squadra
| Competizione | Punti | In casa | In casa | In casa | In casa | In casa | In casa | In trasferta | In trasferta | In trasferta | In trasferta | In trasferta | In trasferta | Totale | Totale | Totale | Totale | Totale | Totale | DR  |
| Competizione | Punti | G       | V       | N       | P       | Gf      | Gs      | G            | V            | N            | P            | Gf           | Gs           | G      | V      | N      | P      | Gf     | Gs     | DR  |
| ------------ | ----- | ------- | ------- | ------- | ------- | ------- | ------- | ------------ | ------------ | ------------ | ------------ | ------------ | ------------ | ------ | ------ | ------ | ------ | ------ | ------ | --- |
| Serie A      | 29    | 17      | 6       | 6       | 5       | 19      | 17      | 17           | 3            | 5            | 9            | 11           | 24           | 34     | 9      | 11     | 14     | 30     | 41     | -11 |
| Coppa Italia |       | 5       | 2       | 3       | 0       | 9       | 5       | 5            | 2            | 2            | 1            | 6            | 5            | 10     | 4      | 5      | 1      | 15     | 10     | +5  |
| Totale       | -     | 22      | 8       | 9       | 5       | 28      | 22      | 22           | 5            | 7            | 10           | 17           | 29           | 44     | 13     | 16     | 15     | 45     | 51     | -6  |

### Statistiche dei giocatori[4]
| Giocatore       | Serie A  | Serie A | Serie A     | Serie A    | Coppa Italia | Coppa Italia | Coppa Italia | Coppa Italia | Totale   | Totale | Totale      | Totale     |
| Giocatore       | Presenze | Reti    | Ammonizioni | Espulsioni | Presenze     | Reti         | Ammonizioni  | Espulsioni   | Presenze | Reti   | Ammonizioni | Espulsioni |
| --------------- | -------- | ------- | ----------- | ---------- | ------------ | ------------ | ------------ | ------------ | -------- | ------ | ----------- | ---------- |
| D. Agostini     | 31       | 0       | ?           | ?          | 10           | 2            | ?            | ?            | 41       | 2      | ?           | ?          |
| A. Aloisi       | 28       | 1       | ?           | ?          | 8            | 1            | ?            | ?            | 36       | 2      | ?           | ?          |
| M. Arslanović   | 29       | 1       | ?           | ?          | 10           | 0            | ?            | ?            | 39       | 1      | ?           | ?          |
| P. Benetti      | 25       | 1       | ?           | ?          | 10           | 3            | ?            | ?            | 35       | 4      | ?           | ?          |
| R. Bocchino     | -        | -       | -           | -          | 1            | -1           | ?            | ?            | 1        | -1     | 0+          | 0+         |
| G. Bongiorni    | 16       | 0       | ?           | ?          | 2            | 0            | ?            | ?            | 18       | 0      | ?           | ?          |
| G. Carillo      | 28       | 0       | ?           | ?          | 9            | 0            | ?            | ?            | 37       | 0      | ?           | ?          |
| W. Casagrande   | 8        | 4       | ?           | ?          | -            | -            | -            | -            | 8        | 4      | 0+          | 0+         |
| D. Cicconi      | -        | -       | -           | -          | 5            | 0            | ?            | ?            | 5        | 0      | 0+          | 0+         |
| B. Cvetković    | 32       | 6       | ?           | ?          | 8            | 2            | ?            | ?            | 40       | 8      | ?           | ?          |
| A. Dell'Oglio   | 30       | 3       | ?           | ?          | 4            | 0            | ?            | ?            | 34       | 3      | ?           | ?          |
| F. Destro       | 27       | 0       | ?           | ?          | 9            | 0            | ?            | ?            | 36       | 0      | ?           | ?          |
| M. Fioravanti   | 7        | 0       | ?           | ?          | 9            | 0            | ?            | ?            | 16       | 0      | ?           | ?          |
| S. Fontolan (I) | 32       | 0       | ?           | ?          | 10           | 1            | ?            | ?            | 42       | 1      | ?           | ?          |
| S. Fusco        | 1        | 0       | ?           | ?          | -            | -            | -            | -            | 1        | 0      | 0+          | 0+         |
| B. Giordano     | 26       | 10      | ?           | ?          | 1            | 2            | ?            | ?            | 27       | 12     | ?           | ?          |
| P. Giovannelli  | 29       | 2       | ?           | ?          | 8            | 2            | ?            | ?            | 37       | 4      | ?           | ?          |
| M. Gori         | 19       | 0       | ?           | ?          | 9            | 1            | ?            | ?            | 28       | 1      | ?           | ?          |
| O. Mancini      | 8        | 0       | ?           | ?          | -            | -            | -            | -            | 8        | 0      | 0+          | 0+         |
| C. Miceli       | -        | -       | -           | -          | 3            | 0            | ?            | ?            | 3        | 0      | 0+          | 0+         |
| A. Pazzagli     | 34       | -41     | ?           | ?          | 9            | -9           | ?            | ?            | 43       | -50    | ?           | ?          |
| V. Rodia        | 26       | 0       | ?           | ?          | 5            | 0            | ?            | ?            | 31       | 0      | ?           | ?          |